# 米凯拉·考林
米凯拉·考林（英語：Michaela Conlin，1978年6月9日—）是一名美国女演员，最出名的角色是在《识骨寻踪》剧中饰演安琪拉·马丁尼古。

## 早期的生活
考林出生于阿伦敦，其母亲为中国人，是一名会计 其父亲为在美爱尔兰人后裔，是一个承包商。
她在七岁的时候第一次登台演出，之后在宾夕法尼亚州的许多社区和地区演出中都有登台。
她就读于帕克兰高中，在那里她出演了戏剧《再见小鸟》和《萨勒姆的女巫》。1996年从高中毕业后，她搬到了纽约，并就读于纽约大学的蒂施艺术学院学习表演。 她在戏剧学院学习时获得了艺术学士学位，同时她在大西洋剧团、戏剧家剧院学校和斯通瑞特工作室音乐学院演出了几部作品，之后她便前往了阿姆斯特丹，参与了实验剧场联队的国际培训项目。

## 演艺事业

### 电视工作
她从纽约大学毕业之后，考林参加了有线电视拍摄的纪录片，这部纪录片关注的是纽约年轻演员的生活。不久之后，她搬到了加州的洛杉矶。在那里，她参演了美国广播公司所拍摄的电视剧《MDs》，这是她的电视剧处女作。她在里面饰演了一名在由威廉·菲德内尔和約翰·漢納的饰演的老医生保护下的充满理想主义的年轻医院实习生的角色。紧接着她在美国广播公司的《The D.A》中饰演了一名在斯蒂文·韋伯饰演一个直言不讳的政治顾问的手下做律师的角色。
考林出演了福克斯的热播电视剧《识骨寻踪》, 艾蜜莉·黛絲香奈和大衛·伯瑞納是这部剧中的明星演员。 在该系列中，安琪拉嫁给了由（T·J·塞恩）饰演的博士哈金斯 ，而她剧中的父亲是由ZZ Top乐队的队长比利·吉本斯本色出演的角色。 2008年，考林因出演识骨寻踪而被提名为亚洲杰出奖的最佳女配角。

### 电影
除了电视作品，考林还在2011年的电影林肯律师中扮演了侦探海蒂索贝尔。此外她还出演了由罗宾·东尼饰演反派的开窗、由阿德里安·布罗迪主演的爱得太辛苦。

## 作品大全

### 电影
| 年份   | 名称             | 角色        | 职务     |
| ------ | ---------------- | ----------- | -------- |
| 2001年 | 爱得太辛苦       | 凯拉        | 演员     |
| 2002年 | 白日梦           | 电视台记者  | 演员     |
| 2002年 | 时装             | 马西        | 演员     |
| 2006年 | 开窗             | 米兰达      | 演员     |
| 2007年 | 曼哈頓奇緣       | 梅          | 演员     |
| 2011   | 林肯律师         | 海蒂*索贝尔 | 演员     |
| 2015   | 宝贝，宝贝，宝贝 | 考特尼*李   | 后期制作 |
| 2016   | 令人失望的房间   | 朱尔斯      | 演员     |
| 2021   | 一路鬧到底       | 瑪麗亞·李   | 演员     |

### 电视
| 年份          | 名称       | 角色            | 出现片段                       |
| ------------- | ---------- | --------------- | ------------------------------ |
| 2001年        | 法律与秩序 | 洛基            | 片段：“扫除一个非常特殊的情节” |
| 2002年        | 分裂       | 房子的负责人    | 片段：“幻想”                   |
| 2002年        | MDs        | 博士 玛姬·杨    | 10集                           |
| 2003年        | 执法悍将   | 中尉 玛丽·纳什  | 片段：“地方武装集团”           |
| 2003年        | The D.A.   | 杰尼特·麦克马洪 | 4集                            |
| 2005年-2017年 | 识骨寻踪   | 安琪拉·马丁尼古 | 246集                          |
| 2016年        | 休闲       | 克莱尔          | 情节：“死亡和税收”             |